# Pueblo nasa
Los nasa o paez son un pueblo indígena, que habita el departamento del Cauca en la zona andina del suroccidente de Colombia. Los municipios con mayor población nasa son Toribío, Páez y Caldono. Además del Cauca, hay algunas comunidades nasa en los departamentos de Valle del Cauca, Putumayo, Tolima, Huila, Caquetá y Meta.

## Sinopsis
Los miembros de este pueblo viven principalmente en las zonas templada y fría, entre los mil y los tres mil metros de altitud, en terrenos de los resguardos de cada una de las llamadas parcialidades. El resguardo es una institución de origen colonial que otorga al indígena un territorio determinado para vivir y sembrar, sin que pueda vender las tierras a personas que no pertenezcan a su comunidad. Cada resguardo se gobierna por medio de un cabildo, elegido anualmente a fines de diciembre y posicionado el primero de enero ante el alcalde municipal correspondiente. El cabildo representa al gobierno colombiano en las comunidades indígenas según la Ley 89 de 1890, y está compuesto por un gobernador, dos alcaldes, dos alguaciles, un secretario y un tesorero, quienes portan como símbolos de sus cargos, bastones de mando de madera chonta con empuñadura de plata. Conforman Asociaciones de Cabildos reguladas por el decreto 1088 de 1993 y sus derechos a la autonomía y el territorio están reconocidos por la Constitución de 1991.
En el departamento del Cauca, en una zona montañosa que está en un conjunto regional y enclave Páez, conformado por los municipios de Inzá y Belalcázar, se encuentra el Parque Arqueológico Nacional de Tierradentro que se extiende por 2085 kilómetros cuadrados.
Los nasa hablan el español y el nasa yuwe. Son los descendientes directos de la población nativa que hallaron en este territorio los conquistadores españoles –a quienes opusieron una fuerte resistencia– en unión con los Pijaos, la cual puso en trances difíciles los establecimientos de los españoles durante varios lustros. La laberíntica formación montañosa de sus principales asientos, constituyó un aliado del indio Páez en sus contiendas con los invasores.
Los paeces se encuentran organizados, con otros pueblos del departamento, en el Consejo Regional Indígena del Cauca.

## Toponimia
De acuerdo con la toponimia se deduce que los nasa habitaban en el valle geográfico del río Cauca, además de las zonas en que ahora viven.
La denominación de paeces es una castellanización de pats, "a la derecha" (del río Cauca), región montañosa de la cordillera Central donde se mantuvo la resistencia, o también significaba "verdadero".

## Historia

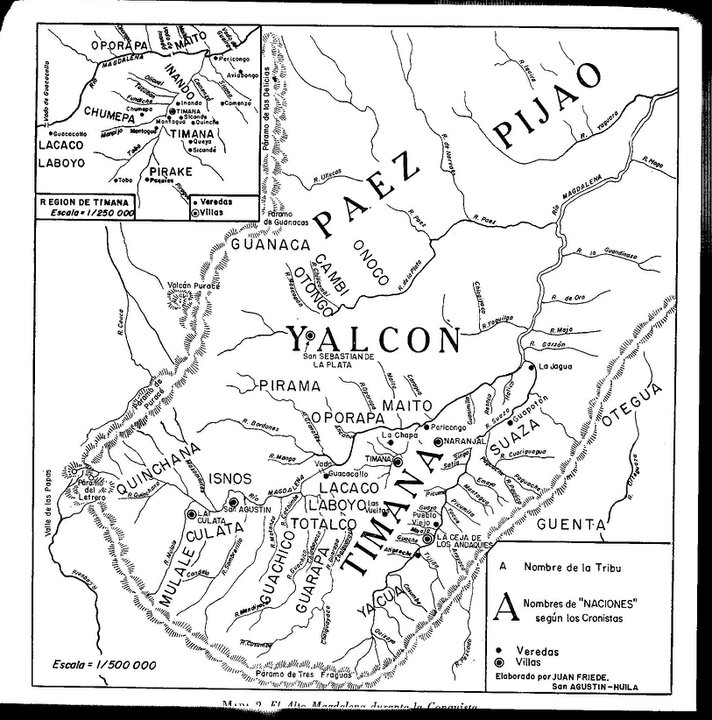
Naciones indígenas en el centro sur de Colombia en la época de la conquista.

Al parecer la fase final de la llamada cultura calima, fue protagonizada por los nasa, que se destacaron entonces como orfebres, alfareros, tejedores y agricultores. 
Los nasa del valle geográfico se refugiaron en las montañas para resistir a la conquista española. A principios del siglo XVI, los soldados españoles al mando de Sebastián de Belalcázar encontraron obstáculos a su incursión conquistadora: por un lado, la conformación montañosa y quebrada del terreno y sus torrentes profundos y caudalosos; por el otro, la oposición tenaz y belicosa de los habitantes originarios. Los indígenas paeces primero enfrentaron al invasor aisladamente, por tribus o pequeñas comunidades, pero luego se unieron. Por más de cien años que duró la guerra, las tribus de la misma etnia y de lengua se coordinaron para luchar. En la región de Tierradentro los caciques de Tálaga, Simurga, Páez, que ocupaban el norte del río Páez, entraron en entendimiento permanente con el cacique Suyn, que dominaban la hoya del río Moras y también con el cacique Apirama y otros situados más al sur. La unidad militar fue reforzada con multitud de alianzas con etnias hasta entonces enemigas. Los guanacas, nasas, yalcones y pijaos y del lado del Magdalena dejaron de hacerse la guerra entre ellos para hacer frente al colonizador español.
En 1538, la cacica Gaitana de los yalcones reunió un ejército de 7000 paeces, 6000 yalcones y 7000 pijaos. Para 1562 el encomendero del fuerte de San Bonifacio, el capitán Domingo Lozano inicia desde Ibagué la pacificación de los Pijaos de “Turibio de los Paeces” con la colaboración de Diego de Bocanegra y su campaña exitosa fue premiada con la encomienda de los paeces. En la segunda etapa de la guerra, en 1577 los paeces quemaron Caloto y mataron centenares de colonizadores.  En la tercera etapa iniciada en 1595, los paeces se aliaron con los indígenas del alto Magdalena y los pijaos y durante algunos años dominaron la cordillera entre Popayán e Ibagué. La campaña militar y política de Juan de Borja entre 1603 y 1615 logró derrotar a los pijaos y desvertebrar la rebelión. Los paeces del Cauca cesaron los ataques a los españoles hacia 1632, pero en el actual Huila el último alzamiento fue derrotado en 1656.
A comienzos del siglo XVIII la corona española pactó con los líderes nasa como Juan Tama de la Estrella, que obtuvo el reconocimiento como Resguardos Indígenas de los territorios que la resistencia había permitido defender, así como la autonomía, a cambio de que los nasa aceptaran las leyes coloniales y el envío de misioneros católicos. Aun entonces los nasa mantenían la explotación de minas de cobre (Sula kurt) y una orfebrería de este metal, que fue desplazada luego por objetos importados. El proceso de pérdida cultural estuvo entrelazado desde entonces con la erosión de las bases económicas de la autonomía y el paulatino recorte del territorio.

### Decretos de la Gran Colombia
El programa de Simón Bolívar y los primeros decretos del gobierno de la Gran Colombia reconocieron las tierras de Resguardo Indígena y propiciaban la devolución de las usurpadas. Este programa no se cumplió y los hacendados caucanos estuvieron siempre acosando a los nasa por la tierra y reduciendo la extensión de los Resguardos, mediante decenas de normas y trampas.

### Siglo XX

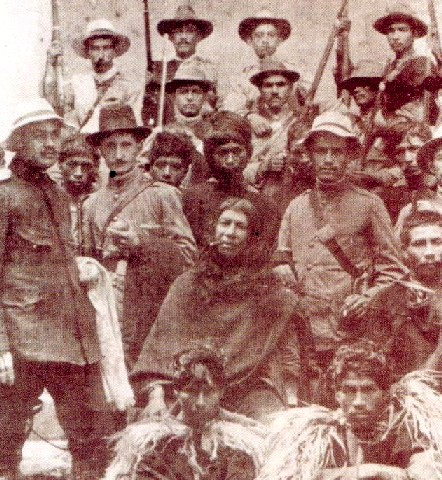
Quintín Lame.

Quintín Lame dirigió desde comienzos del siglo XX la lucha por la recuperación de los Resguardos indígenas en el Cauca. Perseguido y exiliado en el Tolima, donde siguió luchando, la dirección del movimiento indígena del Cauca fue sostenida por su seguidor José Gonzalo Sánchez, totoreño, presidente de la Confederación Campesina e Indígena, quien fue asesinado en 1952. Se desató entonces una gran violencia contra los nasa, que así volvieron a perder buena parte de las tierras de los Resguardos y vieron destruidas sus organizaciones.
En 1970 los nasa con otros pueblos indígenas del departamento, organizaron el Consejo Regional Indígena del Cauca CRIC para recuperar la tierra, defender la cultura y conquistar la autonomía. Su lucha, marcada por la represión, los asesinatos de los líderes y las masacres, ha permitido que 544 000 hectáreas sean reconocidas como territorio indígena en Cauca.
Junto con los otros pueblos indígenas del país lograron que en la Constitución de 1991 se reconozcan derechos fundamentales de los pueblos indígenas, como la autonomía y la inalienabilidad de los Resguardos.

#### Masacre de El Nilo
A mediados de diciembre de 1991 en la hacienda El Nilo fueron masacrados por paramilitares veinticuatro nasa, incluidos niños. Esto expresa la contradicción que hoy se vive: avance en el reconocimiento de derechos y recuperación del territorio, pero sufrimiento y riesgo por la situación de violencia y el conflicto armado que vive el país.

## Organización

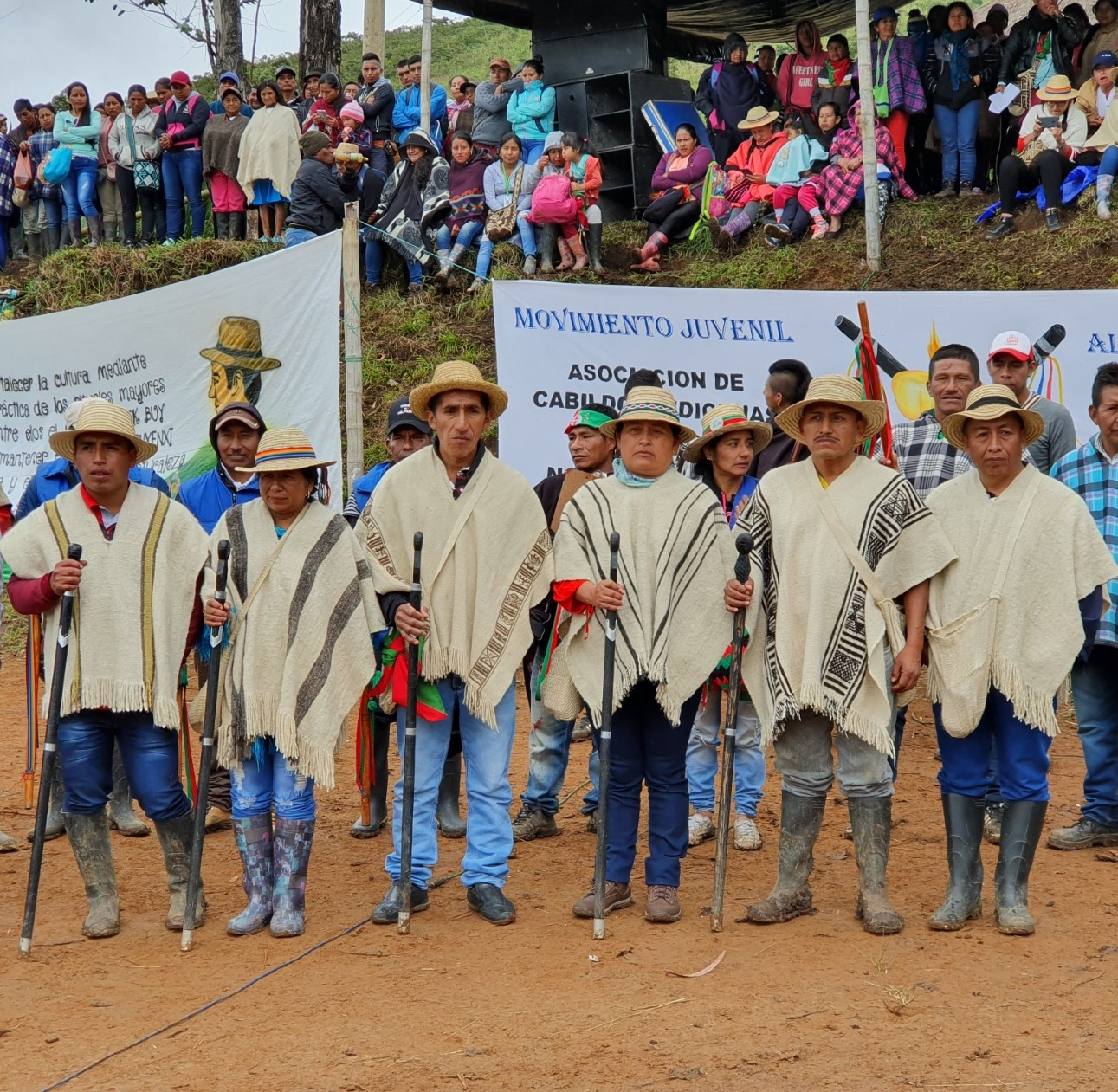
Cabildo de Jambaló, 2019.

Los nasa se rigen por asambleas generales que eligen en cada resguardo o comunidad un Cabildo, el cual tiene su respectivo Gobernador. Sin embargo la autoridad, la ejercen escuchando principalmente, a los mayores (personas más ancianas de la comunidad quienes también son guías del pueblo). Cada cabildo pertenece a una Asociación por zona, que es reconocida también como autoridad oficial. Estas asociaciones pertenecen al CRIC, aunque algunos cabildos prefieren comunicarse directamente con AICO. En cada nivel existen comités y programas de educación, salud, cultura, territorio, economía, justicia. De las Asociaciones de Cabildos nasa del departamento del Cauca hay cuatro que sobresalen por su nivel de organización, una de ellas es la Asociación de Cabildos Indígenas del Norte -ACIN- que agrupa a los nasa de municipios del norte del departamento del Cauca, como Toribío, Caloto y Jambaló. Otras son las de la región de Tierradentro, como la Asociación de Cabildos Nasa Çxhāçxha que agrupa los diecinueve cabildos del municipio de Páez y la Asociación de Cabildos Juan Tama que agrupa los nueve cabildos indígenas del municipio de Inzá. La Asociación de Cabildos de Caldono se llama Ukawe’s’ Nasa C’hab. Los sabios tradicionales o Thê'h wala ejercen la autoridad espiritual.
El cabildo debe cumplir con las tareas de parcelación y adjudicación de tierras; solución de conflictos de toda índole; imposición de multas y castigos para los infractores de normas tradicionales o leyes propias o impuestas por el blanco; citación a la minga o trabajo comunitario para la construcción o reparación de caminos, escuelas y edificaciones públicas, así como en la siembra, desmonte y cosecha de la “roza comunal”, una porción de tierra de cada parcialidad cuyos productos se destinan a sufragar los gastos necesarios para el adecuado funcionamiento del cabildo. 
En 1980, con el liderazgo del sacerdote nasa Álvaro Ulcué Chocué nació el Proyecto Nasa en Toribío, con el objetivo de recuperar la conciencia, la identidad, la tierra, la cultura y el equilibrio y armonía de la vida con el territorio. Entre los frutos que ha dado están siete proyectos comunitarios y la Asociación de Cabildos Indígenas del Norte del Cauca ACIN-Cxab Wala Kiwe, así como múltiples programas autónomos económicos, organizativos, ambientales, educativos, jurídicos, de salud, juveniles, de mujeres y estrategias de resistencia pacífica.

## Biografía

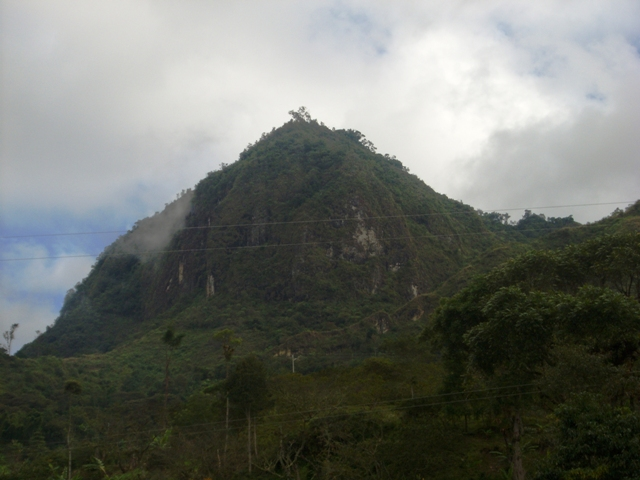
Montaña de la zona.

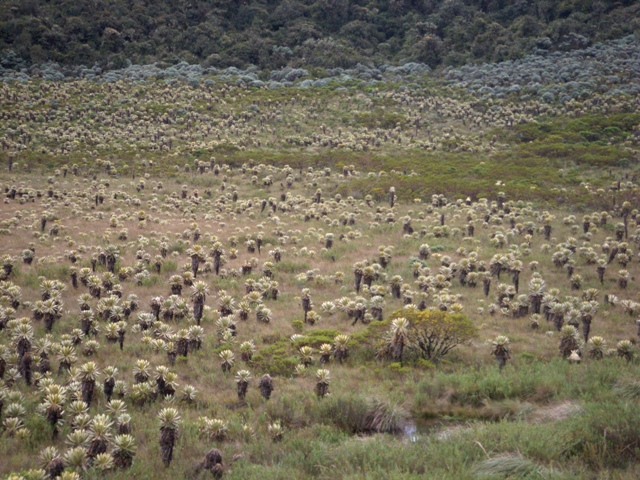
Frailejones en los páramos del Cauca.

La zona de Tierradentro está localizada en la Cordillera Central colombiana. Es una región compuesta por los nudos montañosos que forman las estribaciones orientales de la Cordillera Central, con algunos valles interandinos de mediana y pequeña extensión, y profundos cañones formados por las corrientes que descienden de los páramos y entregan su caudal al río Páez. Las quebradas de San Andrés y El Escaño, el río Ullucos y el Moras se unen al Páez, que a su vez, desemboca en el Río de la Plata. Todos llevan sus aguas al río Magdalena, la mayor arteria fluvial colombiana.
La conformación geológica de la Cordillera Central es mesocenozoica y comprende rocas sedimentarias como ectinitas, esquistos cloríticos, micacitas de una y dos micas; también rocas ígneas intrusivas como granitos álcali–cálcicos y granodiorita. Existen yacimientos de cal, vetas de oro y plata, níquel y asbesto. Los ríos Páez y San Vicente forman sedimentaciones aluviales auríferas. La acidez de los suelos induce a la erosión, más notoria en los lugares donde se ha destruido la vegetación original.
Aproximadamente un 70 por ciento del área la componen formaciones rocosas, terrenos sin vegetación arbórea, dedicados a la agricultura y a la ganadería, o zonas de bosque formadas por el hombre con el cultivo de árboles frutales y aquellos que sirven de sombrío a los cafetales, estos últimos ubicados principalmente en los valles templados, a orillas de los ríos. Las restantes son tierras ocupadas por bosques en su estado natural, donde la mano del hombre no ha tenido intervención alguna y por lo tanto conservan aún su flora primitiva.
Se distinguen cinco regiones en cuanto a la vegetación. La primera y la más alta es la de los páramos, por encima de los 4.000 m s. n. m. de altura y con temperaturas inferiores a los 6 °C, donde se dan las gramíneas y los helechos, y como planta característica el frailejón.
Viene luego la región del bosque pluvial montano, ubicada entre los 3500 y los 4000 m s.n.m. de altura, con temperaturas que van desde los 6 a los 12 °C, árboles pequeños, gramíneas, musgos y helechos. En tercer lugar se halla el bosque húmedo montano bajo, de los 2500 a los 3500 m .s.n.m., con temperaturas de 12 a 18 °C y profusa vegetación de árboles grandes de constante verdor, con epífitas y quiches sobre la corteza. 
De 2000 a 2500 m s.n.m. se extiende el bosque muy húmedo montano bajo, también con temperaturas de 12 a 18 °C, donde es característica la palma de cera, que se eleva para formar una capa superior sobre la masa de árboles altos. Y por último el bosque húmedo subtropical, de los 1.000 a los 2.000 m s. n. m. y con temperaturas de 17 a 24 °C, donde el hombre ha talado los árboles para despejar terrenos de cultivo. Los bosques originales han desaparecido casi totalmente debido a la explotación maderera.
Encontramos ejemplares de la familia de las salicáceas como el sauce y el álamo, coníferas como el cedro y zigofiláceas como el guayacán. Hay abetos rojos y blancos, eucaliptos común y colorado, pino común y pino candelabro, aguacatillo, nogal y en las orillas de arroyos y ríos muchos cámbulos cuyas ramas se cubren totalmente de flores rojas en los meses de verano.
El árbol de pan y el chachafruto crecen silvestres y proporcionan alimento, la cañabrava, la guadua y el chusque sirven como material de construcción, la cabuya y el fique producen fibras que se utilizan en tejido de costales, cordeles y mochilas.

### Clima
La altitud va desde los 800 m s.n.m. en las orillas del río Páez, hasta los 5439 m s.n.m. del nevado del Huila. Los pisos térmicos se inician con el templado, para seguir con el frío, el paramuno y las nieves perpetuas. En ellos varía el clima según la altura y la dirección de los vientos, los cuales soplan cálidos del oriente, de las llanuras del Huila; sin embargo la humedad es constante, pues el promedio anual de lluvias alcanza hasta 200 días. 
La precipitación pluvial es superior a la que utiliza la vegetación, lo cual trae consigo el lavado de tierras y la erosión que esterilizan los campos. Las épocas de lluvia van de marzo a junio y de septiembre a noviembre, con aguaceros fuertes y cortos o lloviznas continuadas. De diciembre a febrero y de julio a agosto los días son soleados, el cielo despejado y las noches frescas. naca naca puede ser un poco turbio.

## Población

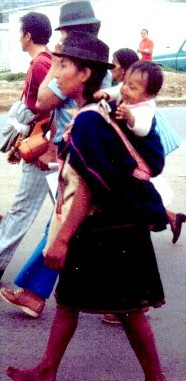
Mujer nasa con su bebé en una marcha de protesta.

Los nasa son un grupo indígena con más de 243 000 personas. La mayoría habitan en su territorio, en el departamento del Cauca. Otras comunidades nativas se encuentran en los departamentos del Valle del Cauca, Tolima y Huila. Además existen comunidades de migrantes en la Amazonia (Caquetá y Putumayo) y el Meta, como resultado de desplazamientos forzados por La Violencia, entre 1946 y 1958, así como en los últimos treinta años.
Según el censo de 2018 municipios de 2018, los municipios del Cauca con mayor porcentaje de población nasa son en su orden Jambaló, Toribío, Páez, Caloto, Caldono, Inzá y Morales.  La región de Tierradentro, está habitada por una población de más de 51 000 indígenas. Inzá y Belalcázar, en Páez, son las poblaciones más grandes e importantes, cabeceras de los municipios. Pedregal, Cohetando, San Andrés de Pisimbalá, y Topa son poblados mestizos. Tumbichúkue, Lame, Mosoco, Calderas, Chinas, Tóez, Suin, Santa Rosa, Turminá y Tálaga tienen principalmente habitantes indígenas aunque son pueblos creados por los misioneros, pues es el tipo de poblamiento de los paeces era disperso y todavía lo sigue siendo. La mayoría de ellos tiene viviendas diseminadas en las montañas, en medio de sus áreas de cultivo.

## Economía
La mayoría de los nasa dependen de la agricultura. El cultivo principal es el maíz y, de acuerdo con el piso térmico, producen también fríjol, papa, mora, lulo, café, fique, plátano, yuca, arracacha y rascadera. Una actividad importante para muchas familias es la producción de cera de laurel. También se dedican a la ganadería, la cría de especies menores y la artesanía. Las labores son desarrolladas tanto por las familias, como por los proyectos comunitarios. Adicionalmente parte de la población activa está dedicada al sector de servicios (transporte, comercio, educación, salud, administración pública). Se registran migraciones estacionales de indígenas para trabajar como jornaleros en plantaciones de caña de azúcar y otras labores.
Para los nasa es muy importante el trabajo comunitario o minga, que tiene dos formas: el pi'ky nasa o conjunto de personas que aceptan el convite para ayudar a una familia en el trabajo, por ejemplo a construir la casa o a recoger una cosecha; y además, el trabajo para la comunidad organizado por el cabildo.
Articulado a los planes de vida de las comunidades, el proyecto económico del CRIC se viene adelantando bajo la responsabilidad de los equipos de producción, con énfasis en asistencia técnica a grupos; empresa comunitarias, núcleos familiares, colegios agrícolas, asociaciones y cabildos. Se trabaja además en planes ambientales base de proyectos de economía y proyectos de sustitución de cultivos de uso ilícito. Todas estas iniciativas cuentan con un amplio respaldo de las comunidades debido a que con ellas las familias encuentran alternativas de trabajo, especialmente para la juventud.

### Agricultura

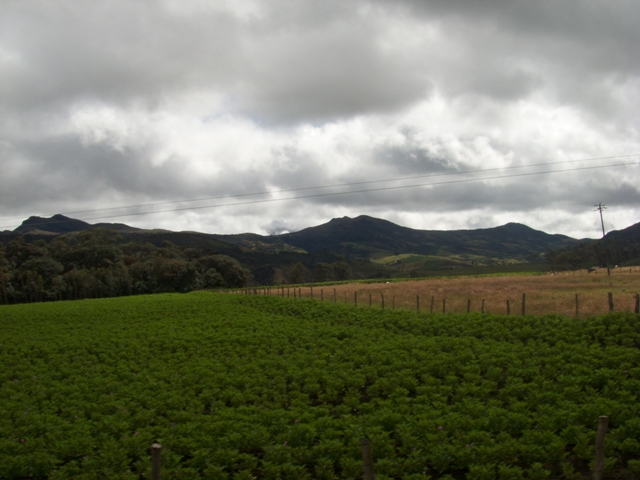
Cultivo de hortalizas en Tierradentro.

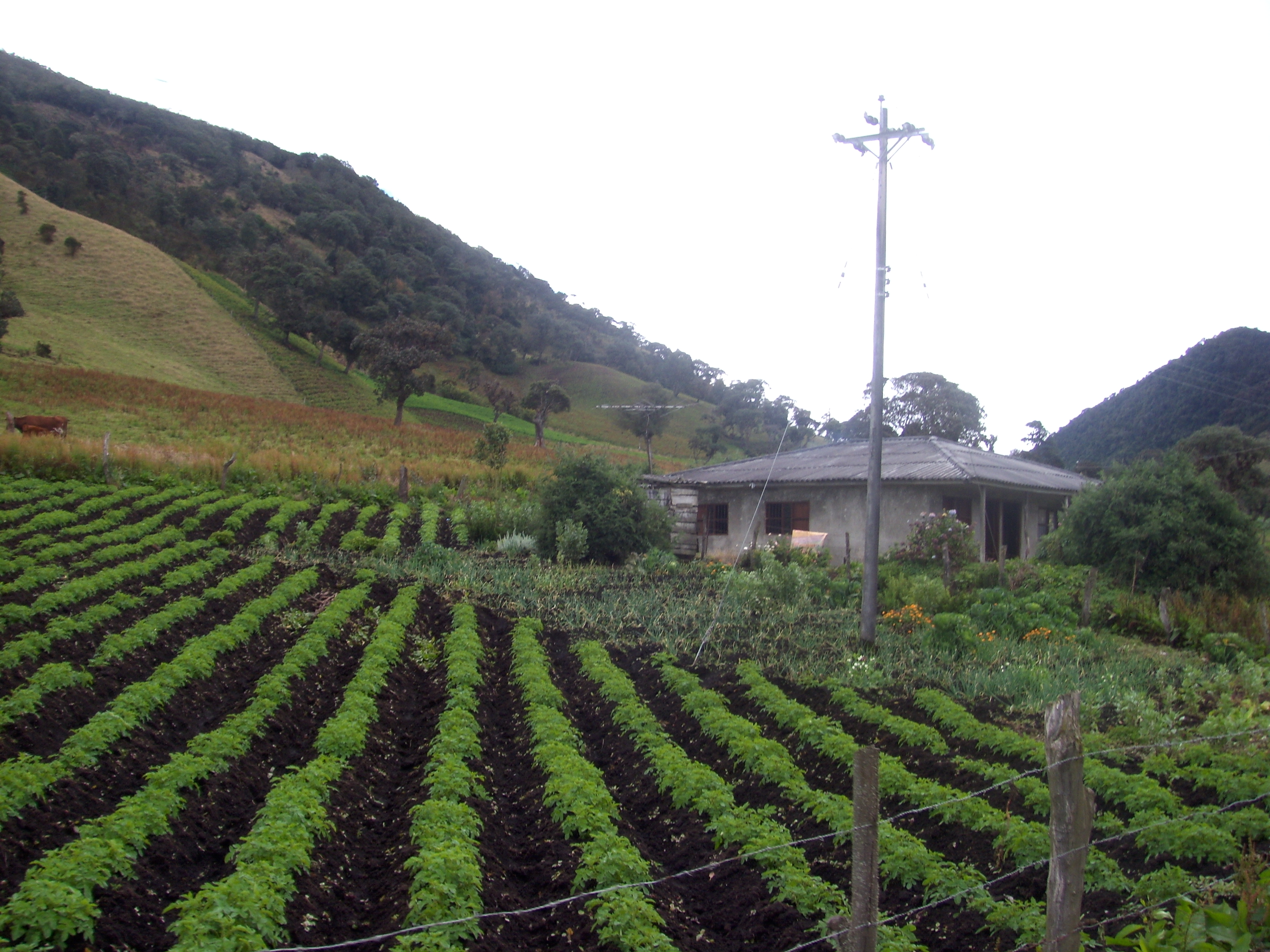
Cultivo de la región.

La agricultura es la base económica de la región. La industria de transformación de materia prima se halla en estado artesanal: tejido de ruanas, mochilas, fajas en algodón, costales y lazos de fique. La población ganadera asciende a 18 000 cabezas de vacunos, 16 000 porcinos, 10 000 caballares y 3000 ovinos.
De las tierras cultivadas hay 3800 hectáreas de maíz, 800 de papa, 400 de yuca y 1800 de frijol, en cuanto a plantas autóctonas. De las introducidas después de la Conquista el café alcanza el mayor número con 2400 ha, 800 el trigo, 132 el plátano y 1400 la caña de azúcar. La agricultura es elemental, pues se practica el sistema de roza y quema que agota las tierras y por tanto podemos decir que la economía de los grupos indígenas y mestizos es de subsistencia, con un mínimo excedente para el comercio, el cual consiste en café, panela y papa.
Como cultivo especial en Tierradentro tienen los indígenas la planta de coca, cuyas hojas al ser tostadas y mascadas, tienen la característica de adormecer los tejidos estomacales, lo que hace disminuir el hambre y evita la fatiga. Fue la coca la planta ritual y medicinal por excelencia en todos los grupos prehispánicos de América del Sur, cualidad que aún conserva hoy.
En Tierradentro también crecen otra variedad de especies como epifitas, helechos y orquídeas de muchas clases, tales como el lirio de mayo y el lirio de mayo blanco. También árboles frutales como el cerezo, el durazno criollo, el guanábano, la chirimoya, el limón, el naranjo, el mandarino, el guayabo y el limón. Otras frutas son la papaya, el lulo, la mora común y la mora de Castilla.
Se cultiva principalmente el café, la caña de azúcar, el maíz, varias clases de yuca, la papa, el frijol, la cebolla, la calabaza, la auyama, las habas, las alverjas, los nabos o cubios y el plátano en variedades como el banano, el hartón, el dominico y el bocadillo. También se producen hortalizas como zanahoria, lechuga, repollo y tomate.
En cuanto a floricultura, en la región de Tierradentro es común encontrar especies silvestres y cultivadas entre ellas: azucenas, begonias bancas y rojas, crisantemos, dalias, gladiolos, margaritas, rosas blancas y rosadas.
Campesinos e indígenas de la región utilizan a resina del caraño con fines medicinales, extraen aceite del higuerillo y para ciertas labores domésticas emplean el estropajo. Como hierbas medicinales recurren al eneldo, el hinojo, la yerbabuena, el toronjil, la mejorana, el romero, el orégano, el tomillo y el poleo. Las hojas del bijao sirven para envolver alimentos y las semillas y flores de los borracheros para bebidas narcóticas. En las zonas altas y frías crece el frailejón, planta sagrada de los indígenas.

### Minería
Se conoce la existencia de yacimientos de oro y plata, explotados en tiempos de la colonia y hoy sin beneficiar; en la actualidad se trabajan minas de cal, sal y mármol.

## Infraestructura

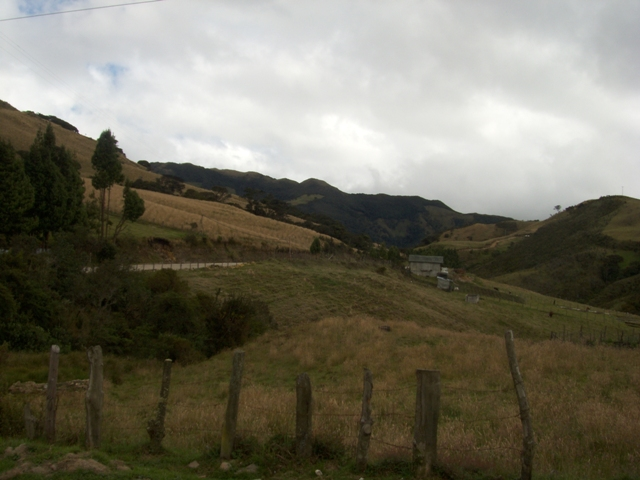
Carretera que conduce a Tierradentro.

Las principales vías de comunicación son las dos carreteras que unen a la ciudad de La Plata, en el Departamento del Huila, con Popayán, la capital del Cauca; una va por Inzá y Totoró con ramificaciones a Belalcázar y al parque arqueológico; la otra cruza la región del Puracé, pasando por la Argentina y Belén.
El desplazamiento económico se orienta hacia el departamento del Huila por la carretera La Plata – Popayán y su derivación hacia Belalcázar.
Numerosos caminos de herradura unen los poblados pequeños algunos construidos siguiendo los antiguos senderos aborígenes.
Las cabeceras municipales de Inzá y Belalcázar, y el poblado de San Andrés de Pisimbalá disponen de agua, luz, correos, museos, establecimientos de educación primaria y secundaria, y teléfono.

## Cultura
La célula social y el foco de las relaciones internas de los paeces están constituidos por la familia. El matrimonio es monógamo y la residencia patrilocal; practican desde tiempos prehistóricos la costumbre del “amaño”, período de ensayo de convivencia después de haber sido aceptada a unión por las familias al cumplirse el requisito básico de no ser primos los novios, ni de llevar el mismo apellido. Cuando se cumple con éxito la prueba, los novios irán ante un sacerdote católico para que realice el matrimonio y se legalice, ante los estamentos de la sociedad mayor, la conformación de la nueva familia.
Las mujeres paeces recorren los caminos de Tierradentro hacia los mercados y labranzas hilando lana o algodón para las mochilas y los “chumbes” o fajas para amarrar el niño a las espaldas.

### Arquitectura y urbanismo

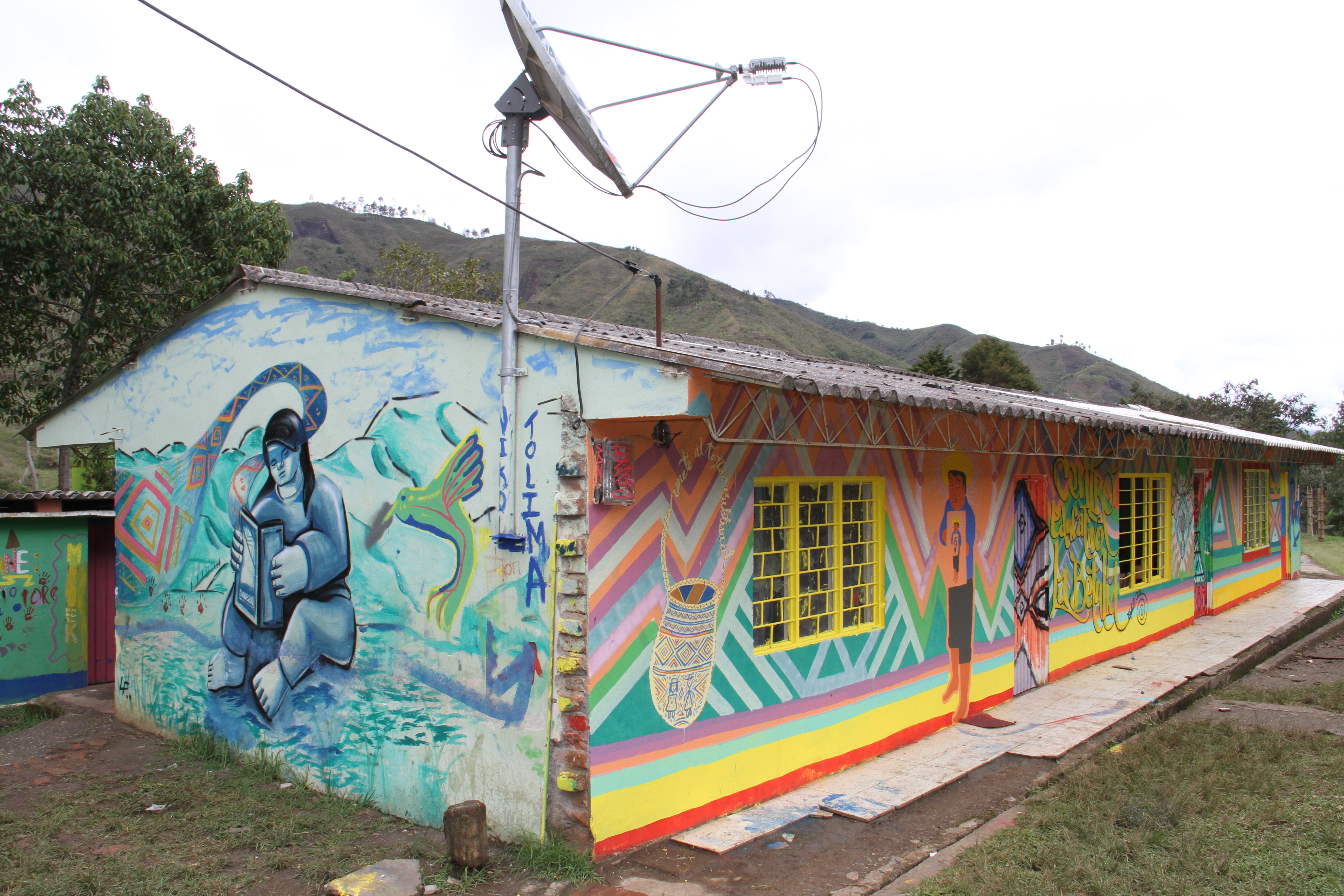
Escuela.

Para la cosmología de los nasa es fundamental la concepción de la casa yet (o yat en el habla de algunas comunidades), como espacio, abrigo y construcción colectiva de vida. Los nasa han acostumbrado tradicionalmente un sistema de poblamiento disperso, en el cual la vivienda está localizada dentro de los terrenos de cultivo. Dicho sistema sigue imperando, pero en virtud del trabajo de apropiación de tierras por parte de otras personas ajenas a la comunidad “mestizos o blancos”, se han creado en resguardos como el de Tóez, Wila, Irlanda, Tarabira, Vitoncó, Lame, Suín, Mosoco, entre otras, poblaciones nucleadas donde habita esta nueva población, mientras en los campos se encuentran aisladas las habitaciones de los indígenas.
La vivienda típica de los paéces tiene planta rectangular de 3 × 4 m, o cuadrada de 3×3 m, piso de tierra, paredes de guadua, cañabrava o caña de maíz y techos de paja a dos o cuatro aguas. El espacio interno se zonifica en áreas de trabajo, descanso y almacenamiento, de acuerdo con la colocación de las tres piedras para el fogón en el centro, las tarimas de troncos y esterilla de guadua que sirven de camas adosadas a las paredes y los zarzos para guardar el trigo y colgar el maíz para el secado. 
Otros indígenas viven en casas con paredes de bahareque y divisiones internas de guadua que separan los dormitorios de la cocina. Muchas viviendas tienen como anexos un horno para fabricación de pan, un trapiche de mazos de madera y tracción animal y un telar vertical para la fabricación de ruanas.

### Lengua
El pueblo Páez cuenta con idioma propio que es el Nasa Yuwe, una lengua clasificada por algunos en la familia lingüística chibcha, aunque actualmente esta clasificación es discutida por expertos en esa familia, como Constenla. Greenberg propone una macrofamilia chibchano-paezana, mientras que otros la consideran una lengua independiente, aunque se pueda aceptar su relación con el andaquí y tal vez con otras lenguas extinguidas.
La conservación de la lengua nativa en casi todos los miembros de la comunidad ha contribuido en forma definitiva a la estabilidad de su cultura, en medio del contacto con otros grupos étnicos, especialmente mestizos y dentro de una región comunicada con los centros más desarrollados del país.
Nombres que provienen de la lengua nasa son Cali (kaly 'tejido trenzado sin agujas'), Chipichape ('choclo cocido'), Yumbo ('inundación, orilla del río, río grande'), Buga ('olla grande'), Tuluá ('huertos' o 'rancho del huerto'), Yotoco ('avivar la llama con fuelle'), Chango ('escoplo'), Anchicayá ('se gorgojea mucho'), Dagua ('árbol específico'), Quilichao (verter lo fundido), Jamundí (camino a la izquierda), Petecuy (guacamayo, viejo) laguna de Sonso (zonz = rana).

### Indumentaria
El vestido no tiene carácter de identidad étnica así como tampoco los adornos femeninos, a diferencia de otros grupos como el guambiano, que conservan aún su traje típico tradicional. El distintivo de los paeces son las mochilas que llevan atadas a la cintura los varones, y las mujeres terciadas sobre el pecho o en la cadera. En las nuevas generaciones existe la tendencia a imitar las modas que blancos y mestizos traen de los centros urbanos.
Tradicionalmente, los hombres visten camisa de tela, pantalón de dril, sombrero de fieltro o gorro de lana y ruana tejida por las mujeres; ésta es gruesa para el trabajo diario delgada para los días festivos, aunque ya muchos individuos usan ruanas de fábrica, compradas en el comercio general. Por su parte, las mujeres llevan “anacos”, faldas de lana amplias y largas, plegadas en la parte de atrás; blusas de tela adornadas con diseños geométricos de vivos colores, y pañolones y sombreros de fieltro. Algunos llevan zapatos, pero la mayoría van descalzos; la ropa la compran a los blancos, aunque en algunos casos se puede observar el uso de un sombrero de fibra vegetal de confección artesanal o una ruana elaborada en el telar casero.

### Creencias
Las creencias de los paeces en el momento de la llegada de los españoles, se centraban en el culto al sol (Itaky) y en héroes culturales como Guequiau, quien era el instructor de los chamanes.. Otros héroes culturales se relacionan con la defensa de la unidad del territorio, de la casa de los nasa. Llibán oDxi'pam hijo del trueno, enfrentó a los pijaos con la honda i'suth y luego a los españoles. Después de luchar se fue a la laguna del Oso. Juan Chiracol o Sxî'hra'cu'le hijo de un tigre y una indígena. Fue él quien originalmente ordenó que el territorio no podía venderse.
Varios siglos de evangelización los convirtieron al catolicismo y hoy participan activamente en las festividades de Semana Santa y Navidad, colaborando también en el mantenimiento de varias iglesias de la región. Sin embargo, parece tener en ellos la intervención de tres seres sobrenaturales para la solución de sus problemas económicos, afectivos y de salud: el duende (kllumb), el arco iris (kytuus) y el echi (demonios), espíritus causantes de las desgracias y las enfermedades inducidas por las manipulaciones de los brujos, el contacto con cadáveres o el incumplimiento de ritos y costumbres. 
El común de la gente conoce los síntomas del mal producido por cada uno de estos seres y busca remedio mediante la intervención del personaje más importante en la sociedad Páez: el médico bueno o th'e eu.

### Festividades y celebraciones
La fiesta cumple un papel importante en la comunidad. La minga termina siempre con una fiesta. En la inauguración de una casa se baila con música de flauta y se interpreta primero el cxucxa ku'h o "baile de la chucha", luego bambucos y al final el nxusxa ku'h o "baile de la caña dulce". En las fiestas de matrimonio se interpreta el uwe ku'h o "baile de la boda". Los instrumentos principales de las bandas musicales nasa son la flauta kuvy y el tambor (kwêeta o kaûth).

## Educación
En la actualidad los programas de etnoeducación y educación bilingüe consolidan un modelo educativo propio, que enfatiza en los valores culturales 
y el ejercicio de la autonomía. Con los recursos de transferencias constitucionales de la nación a los resguardos y también recursos propios y con la participación activa de los cabildos, las comunidades y los mayores, se adelantan actividades de investigación, de formación y profesionalización de maestros indígenas bilingües para primaria y secundaria y de diseño curricular, que articulan la escolaridad con la educación tradicional fuera de aulas. Además es una realidad la Universidad Autónoma Indígena Intercultural UAIIN, con sede principal en Popayán, cuya fundación y gestión es resultado de la confluencia de los diversos pueblos en las dinámicas del CRIC.

## Figuras notables
Algunas de las personas que se han destacado como líderes del pueblo nasa son:
- Aída Quilcué - Defensora de los derechos humanos y senadora 2022-2026.
- Feliciano Valencia - Líder social y político, senador 2018-2022.
- Giovani Yule - Líder social y político, designado director de la Unidad de Restitución de Tierras en 2022.
- Jesús Piñacué - Líder político, candidato vicepresidencial y senador de 1998-2010.